# Leszek Dziomdziora
Leszek Dziomdziora, także Lech Dziomdziora ps. „Cyryl” (ur. 26 marca 1925 w Łodzi, zm. 23 czerwca 2013) – ogrodnik i kapral Armii Krajowej.

## Życiorys
Leszek Dziomdziora był synem ogrodnika – Franciszka Dziomdziory, który założył w 1916 firmę ogrodniczą, przez co sam również został ogrodnikiem. Miał 3 braci i jedną siostrę. Przed II wojną światową uczył się w Gimnazjum Ojców Bernardynów w Łodzi. Podczas II wojny światowej rodzina Dziomdziory została wyrzucona przez Niemców z domu w związku z czym podjęli oni decyzję o ucieczce do Francji przez Niemcy, Austrię i następnie Włochy. W trakcie ucieczki zostali aresztowani w Wiedniu za opuszczenie miejsca pracy. Po dwóch miesiącach został zwolniony z aresztu, następnie został aresztowany w Dreźnie, gdzie dokonał próby uwolnienia 8 oficerów polskich z więzienia. Uciekł z aresztu po 5 miesiącach, powrócił do Łodzi, a następnie do Piotrkowa Trybunalskiego gdzie mieszkał jego wysiedlony ojciec, i gdzie nawiązał współpracę z ONR. W Piotrkowie posługiwał się fałszywym dowodem na nazwisko „Cyryl Jarosz” i pracował w piekarni jako furman.
W Piotrkowie Trybunalskim uczestniczył również w akcjach pisania haseł i rozlepiania ulotek na budynkach, oraz rozdawania nielegalnych gazet. Wziął również udział w akcji rozbrojenia pracownika więzienia w Piotrkowie. Następnie w kwietniu 1944 Dziomdziora dostał zadanie dołączenia do Baudienstu, budującego tory kolejowe pomiędzy Tomaszowem Mazowieckim a Radomiem, w celu rozbicia obozu oraz przechwycenia danych wywiadowczych. Niemcy dowiedzieli się o działalności Dziomdziory, który uciekł pieszo do Tomaszowa Mazowieckiego, a następnie do Piotrkowa. W późniejszym okresie Dziomdziora dołączył do oddziału partyzanckiego „Grom” dowodzonego przez porucznika Aleksandra Arkuszyńskiego, ps. „Maj”, gdzie zajmował się m.in. likwidacją agentów współpracujących z Niemcami (osobiście zastrzelił Polaka pracującego w niemieckiej policji), niszczeniem „urządzeń służących do robienia desek na okopy”.
W lipcu 1944 w ramach akcji „Burza” został wcielony ze swym oddziałem do 25 Pułku Piechoty Armii Krajowej. W ramach akcji wykonał m.in. rozkaz zastrzelenia dyrektora zakładów lotniczych w Piotrkowie, Fichny, który wydał rozkaz zabicia szesnastu Żydów pracujących w fabryce. W ramach służby w 25 pp AK brał udział w wygranej bitwie pod Stefanowem. W AK służył do 1949. Po wojnie działał w Światowym Związku Żołnierzy Armii Krajowej Okręgu Łódź.
Leszek Dziomdziora został pochowany 28 czerwca 2013 na cmentarzu katolickim w Piotrkowie Trybunalskim.

### Ogrodnictwo
Leszek Dziomdziora odziedziczył po swoim ojcu Franciszku założone w 1916 gospodarstwo ogrodnicze. Był prekursorem uprawy niektórych gatunków roślin w Polsce, m.in. uprawianego przez niego od lat 70. XX w. anturium Andrego (Anthurium andreanum), a także anturium Scherzera (Anthurium scherzerianum) oraz strelicji. Leszek Dziomdziora był członkiem Klubu Producentów Anturium oraz członkiem honorowym Związku Ogrodniczego w Łodzi. Niektóre ze spotkań klubu organizowane były w jego gospodarstwie. Dziomdziora był autorem książki „Róże pod szkłem” wydanej z Karolem Wiznerem w 1970.
W reportażu Małgorzaty Szejnert z 1973, pt. „Rozsypane drobiazgi zbierać cierpliwie”, Leszek Dziomdziora został wspomniany przez bohaterkę reportażu jako hodowca strelicji i anturium oraz „prywaciarz spod Łodzi, (…) budzący emocje bogacz, który ponoć lata prywatnym samolotem i lokuje pieniądze w obrazach Picassa”.

## Odznaczenia
- Krzyż Oficerski Orderu Odrodzenia Polski[7][2],
- Krzyż Walecznych,
- Krzyż Armii Krajowej,
- Krzyż Partyzancki[2],
- Złoty Krzyż Zasługi (2-krotnie), za zasługi w działalności na rzecz Związku Ogrodniczego w Łodzi[8].